# Leuchtturm Rathenow
Der Leuchtturm Rathenow ist ein ehemaliges Molenfeuer von Warnemünde. Seit 2009 steht der Turm im Optikpark von Rathenow.

## Geschichte
Der sechseckige Stahlturm wurde 1990 auf der Mittelmole von Warnemünde errichtet. Aufgrund einer Neugestaltung der Hafeneinfahrt wurde das Leuchtfeuer ab 1997 nicht mehr benötigt, abgebaut und vom Wasser- und Schifffahrtsamt Stralsund eingelagert. Dank einer Initiative des Vereins zur Förderung, Pflege und Erhaltung der optischen Traditionen in Rathenow kam der Turm 2008 in die Stadt, aus deren optischen Betrieben weltweit mehr als einhundert Leuchtfeuer mit Linsensystemen ausgestattet worden sind.
Die Fresnel-Linse des Rathenower Leuchtturms hat einen Durchmesser von 300 Millimetern und stammt von der Firma Optische Anstalt Rathenow Gebrüder Picht & Co., dem ersten deutschen Hersteller von Fresnel-Linsen für Leuchttürme, Feuerschiffe und Positionslaternen.
Der ursprünglich gelbe Turm wurde in den Farben Brandenburgs gestrichen und am 2. Juni 2009 in der Rathenower Havel aufgestellt. Das Leuchtfeuer wird mit Rücksicht auf die Anwohner nur zu bestimmten Anlässen eingeschaltet, zum ersten Mal bei der Langen Nacht der Optik am 6. Juni 2009.